# Manahawkin
Manahawkin é uma Região censo-designada localizada no estado americano de Nova Jérsei, no Condado de Ocean.

## Demografia
Segundo o censo americano de 2000, a sua população era de 2004 habitantes.

## Geografia
De acordo com o United States Census Bureau tem uma área de
4,9 km², dos quais 4,7 km² cobertos por terra e 0,2 km² cobertos por água.

## Localidades na vizinhança
O diagrama seguinte representa as localidades num raio de 8 km ao redor de Manahawkin.